# Битва під Пройсіш-Ейлау
Битва під Пройсіш-Ейлау[джерело?], битва під Прейсіш-Ейлау (нім. Schlacht bei Preußisch Eylau) — найкривавіша битва російсько-прусько-французької війни, що відбулась 7-8 лютого 1807 року поблизу східнопрусського міста Пройсіш-Ейлау між французькою армією імператора Наполеона I та російсько-прусською армією генерала Беннігсена. Наполеону не вдалось повністю розгромити ворожі сили, але російська армія відступила ввечері з поля бою, подавшись до Кенігсберга. Через 10 днів Наполеон відійшов у протилежному напрямку. Таким чином, битву під Пройсіш-Ейлау не можна вважати французькою перемогою. Найкривавіша битва Наполеонівських воєн, де було втрачено 29,4 % учасників — французи втратили 28 %, російсько-прусське військо 40,3 %.